# Vitot
Vitot ist eine französische Gemeinde mit 559 Einwohnern (Stand: 1. Januar 2022) im Département Eure in der Region Normandie (vor 2016 Haute-Normandie). Die Gemeinde gehört zum Arrondissement Bernay (bis 2017: Arrondissement Évreux) und zum Kanton Le Neubourg. Die Einwohner werden Vitotais genannt.

## Geografie
Vitot liegt in Nordfrankreich etwa 30 Kilometer nordwestlich von Évreux. Umgeben wird Vitot von den Nachbargemeinden Épégard im Norden und Nordwesten, Iville im Osten und Nordosten, Crosville-la-Vieille im Südosten, Le Neubourg im Süden und Südwesten sowie Sainte-Opportune-du-Bosc im Westen.

## Bevölkerungsentwicklung
| Jahr                      | 1793 | 1851 | 1886 | 1921 | 1962 | 1968 | 1975 | 1982 | 1990 | 1999 | 2006 | 2013 |
| ------------------------- | ---- | ---- | ---- | ---- | ---- | ---- | ---- | ---- | ---- | ---- | ---- | ---- |
| Einwohner                 | 436  | 522  | 276  | 193  | 261  | 241  | 282  | 430  | 436  | 446  | 474  | 547  |
| Quelle: Cassini und INSEE |      |      |      |      |      |      |      |      |      |      |      |      |

## Sehenswürdigkeiten
- Kirche Saint-Léger aus dem 13. Jahrhundert, Monument historique seit 1913

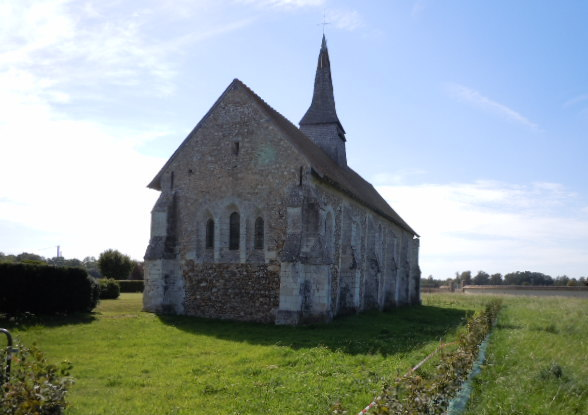
Kirche Saint-Léger